# RPRML
RPRML (англ. Reprimo like) – білок, який кодується однойменним геном, розташованим у людей на 17-й хромосомі. Довжина поліпептидного ланцюга білка становить 120 амінокислот, а молекулярна маса — 12 312.
| 10         |  | 20         |  | 30         |  | 40         |  | 50         |
| ---------- |  | ---------- |  | ---------- |  | ---------- |  | ---------- |
| MNATFLNHSG |  | LEEVDGVGGG |  | AGAALGNRTH |  | GLGTWLGCCP |  | GGAPLAASDG |
| VPAGLAPDER |  | SLWVSRVAQI |  | AVLCVLSLTV |  | VFGVFFLGCN |  | LLIKSESMIN |
| FLVQERRPSK |  | DVGAAILGLY |  |            |  |            |  |            |

A: Аланін

C: Цистеїн

D: Аспарагінова кислота

E: Глутамінова кислота

F: Фенілаланін

G: Гліцин

H: Гістидин

I: Ізолейцин

K: Лізин

L: Лейцин

M: Метіонін

N: Аспарагін

P: Пролін

Q: Глутамін

R: Аргінін

S: Серин

T: Треонін

V: Валін

W: Триптофан

Кодований геном білок за функцією належить до фосфопротеїнів. 
Локалізований у мембрані.